# Paralelo 42 Sur

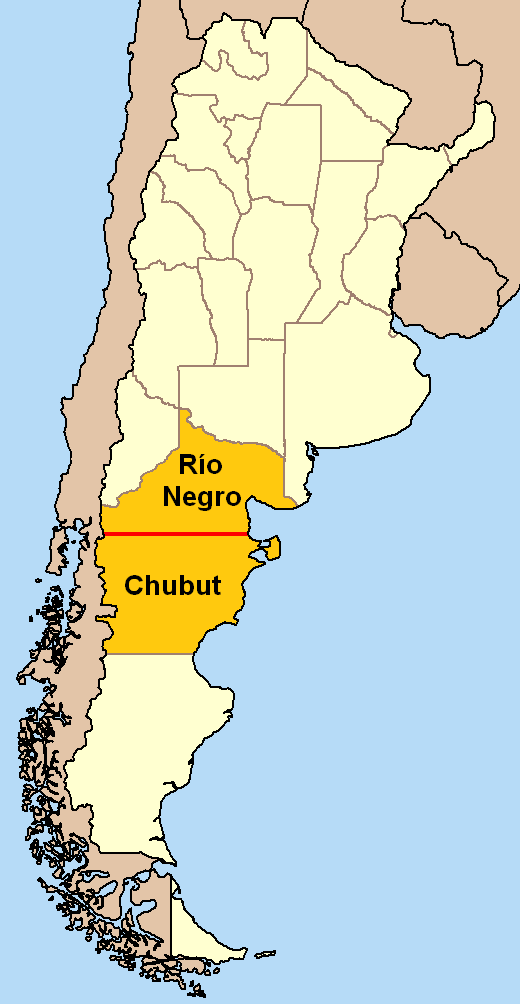
En Argentina, el paralelo 42 sur define el límite entre las provincias de Río Negro y Chubut.

El Paralelo 42 S es el paralelo que está 42° grados al sur del plano ecuatorial terrestre.
A esta latitud el día dura 9 horas con 7 minutos en el solsticio de junio y 15 horas con 15 minutos en el solsticio de diciembre.
Comenzando por el meridiano de Greenwich y tomando la dirección este, el paralelo 42 sur pasa por:
| País, territorio o mar | Notas                                                       |
| ---------------------- | ----------------------------------------------------------- |
| Océano Atlántico       |                                                             |
| Océano Índico          |                                                             |
| Australia              | Tasmania                                                    |
| Océano Pacífico        | Mar de Tasmania                                             |
| Nueva Zelanda          | Isla Sur                                                    |
| Océano Pacífico        |                                                             |
| Chile                  | Región de Los Lagos, provincias de Chiloé y Palena          |
| Argentina              | Límite divisorio entre las provincias de Río Negro y Chubut |
| Océano Atlántico       |                                                             |